# Права человека в Беларуси
Беларусь провозглашена правовым государством. Защита прав человека изложена во II разделе Конституции республики. Беларусь является членом ООН, СНГ и ОБСЕ, взаимодействует с органами Совета Европы. С 1990-х гг. РБ сняла большинство оговорок к основным международным договорам в области прав человека, подписала и ратифицировала большинство конвенций в области прав человека, в частности, ряд факультативных протоколов, обеспечивающих возможность индивидуальных заявлений в договорные органы. РБ сотрудничает с договорными органами при рассмотрении таких заявлений, несмотря на то, что, по мнению России, нередко договорные органы превышают свои мандаты в ходе вынесения замечаний общего порядка. Комиссия по правам человека ООН в 2004 году установила мандат специального докладчика по правам человека в Беларуси. Докладчиком стал Адриан Северин. В 2007 г. Совет по правам человека ликвидировал этот пост; в 2012 году Совет восстановил мандат специального докладчика, хотя и без международного консенсуса. Должность докладчика по Беларуси существует в ПАСЕ. Республика Беларусь при поддержке России, Китая, Кубы, Эквадора и Индии оценивает данные мандаты как инструмент политического давления.

## Учреждения
С 1994 года в Беларуси существует Конституционный суд, в который частные лица не имеют права самостоятельно обращаться.
В Палате представителей Национального собрания есть комиссия по правам человека, национальным отношениям и СМИ.
Должности омбудсмена в республике нет, однако существует Национальная комиссия по правам детей.

## Участие в договорах по правам человека
| Основные документы ООН | Участие Беларуси           | Основные документы СНГ                                                       | Участие Беларуси                                         |
| Международная конвенция о ликвидации всех форм расовой дискриминации                                                                    | Ратифицирована в 1969 году | Конвенция СНГ о правах и основных свободах человека                          | Ратифицирована в 1998 году                               |
| Международный пакт о гражданских и политических правах                                                                                  | Ратифицирован в 1973 году  | Конвенция о стандартах демократических выборов, избирательных прав и свобод  | Не подписана (по другим данным, присоединение в 2008 г.) |
| Факультативный протокол к Международному пакту о гражданских и политических правах                                                      | Присоединение в 1992 году  | Конвенция об обеспечении прав лиц, принадлежащих к национальным меньшинствам | Ратифицирована в 1997 году                               |
| Второй Факультативный протокол к Международному пакту о гражданских и политических правах                                               | Не подписан                | .                                                                            | .                                                        |
| Международный пакт об экономических, социальных и культурных правах                                                                     | Ратифицирован в 1973 году  | .                                                                            | .                                                        |
| Конвенция о ликвидации всех форм дискриминации в отношении женщин                                                                       | Ратифицирована в 1981 году | .                                                                            | .                                                        |
| Факультативный протокол к Конвенции о ликвидации всех форм дискриминации в отношении женщин                                             | Ратифицирован в 2004 году  | .                                                                            | .                                                        |
| Конвенция против пыток и других жестоких, бесчеловечных или унижающих достоинство видов обращения и наказания                           | Ратифицирована в 1987 году | .                                                                            | .                                                        |
| Факультативный протокол к Конвенции против пыток и других жестоких, бесчеловечных или унижающих достоинство видов обращения и наказания | Не подписан                | .                                                                            | .                                                        |
| Конвенция о правах ребёнка | Ратифицирована в 1990 году | .                                                                            | .                                                        |
| Факультативный протокол к Конвенции о правах ребёнка, касающийся участия детей в вооружённых конфликтах                                 | Присоединение в 2006 году  | .                                                                            | .                                                        |
| Факультативный протокол к Конвенции о правах ребёнка, касающийся торговли детьми, детской проституции и детской порнографии             | Присоединение в 2002 году  | .                                                                            | .                                                        |
| Международная конвенция о защите прав всех трудящихся-мигрантов и членов их семей                                                       | Не подписана               | .                                                                            | .                                                        |
| Конвенция о правах инвалидов | Ратифицирована в 2016 году | .                                                                            | .                                                        |
| Факультативный протокол к Конвенции о правах инвалидов                                                                                  | Не подписан                | .                                                                            | .                                                        |

## Документы по процедурам докладов
Различные органы ООН периодически представляют властям Беларуси доклады о нарушении прав человека, в которых также содержатся рекомендации по устранению этих нарушений. Белорусские власти предоставляют ответные доклады о выполнении этих рекомендаций. 24 октября 2016 года Совет министров республики утвердил Межведомственный план по реализации рекомендаций, принятых Республикой Беларусь по итогам прохождения второго цикла универсального периодического обзора в Совете Организации Объединённых Наций по правам человека, и рекомендаций, адресованных Беларуси договорными органами по правам человека, на 2016—2019 годы, которым предусматривается проведение мероприятий по реализации рекомендаций по предотвращению нарушения в том числе следующих прав:
- Право на личную жизнь, семья и брак, права детей;
- Право на свободу слова, выражения мнений, убеждений, вероисповедания, мирные собрания и участие в политической жизни;
- Право на труд и на справедливые и благоприятные условия труда;
- Право на социальное обеспечение и достаточный жизненный уровень;
- Права инвалидов;
- Права мигрантов и беженцев.

| Экспертный орган                                         | Доклад РБ | Документ экспертного органа |
| Комитет по правам человека                               | 2017      | 1997                        |
| Комитет по экономическим, социальным и культурным правам | 2012      | 2013                        |
| Комитет по ликвидации расовой дискриминации              | 2016      | 2017                        |
| Комитет против пыток                                     | 2015      | 2018                        |
| Комитет по правам ребёнка                                | 2010      | 2011                        |
| Комитет по ликвидации дискриминации против женщин        | 2016      | 2016                        |

## Нарушения прав человека
Политическая оппозиция, правозащитные организации, ряд государств, а также международные организации, включая Комитет по правам человека ООН утверждают, что в Республике Беларусь при президенте Лукашенко происходили и происходят массовые и грубые нарушения прав человека, включая монополизацию СМИ и политическую цензуру, массовые произвольные аресты и задержания, уголовное преследование под надуманными предлогами, похищения, пытки и убийства политических оппонентов режима, фальсификация выборов, ущемление прав НГО и многие другие.
Россия в 2011 году расценила как неприемлемые аресты в Республике Беларусь кандидатов в президенты и российских граждан, а также призвала РБ к более ответственному соблюдению прав человека.
В значительной степени нарушаются права и свободы работников. Во многих организациях, особенно бюджетной сферы введены:
- принудительная подписка работников на государственные печатные СМИ[31].
- принудительное членство работников в провластных общественных организациях и объединениях: БРСМ, «Белая Русь», Федерация профсоюзов Беларуси[32].
- принудительное распространение среди работников лотерейных билетов государственных лотерей (как правило в учебных учреждениях — средние школы, детские музыкальные школы, ВУЗы, лицеи и т. д.)[33].
- принудительное участие работников в массовых общественных мероприятиях по разнарядке, (субботники, досрочное голосование на выборах, концерты провластных и официальных представителей белорусского шоу-бизнеса), организованных местной властью или провластными организациями и объединениями.
- отсутствие защиты интересов работника со стороны государственных профсоюзов из-за их полного государственного подчинения и контроля.
- преследование работников за создание и членство в независимых профсоюзах и оппозиционных организациях, а также давление и репрессии, («профилактические беседы», увольнения, внезапные сокращения и т. д.), за проявление работником активной гражданской позиции и отказ от исполнения вышеперечисленных нарушений[34].

Значительно нарушаются права и свободы обычных граждан, их запугивание властью и её представителями. Среди наиболее ярких примеров последнего времени можно привести следующие:
- принудительная дактилоскопия (сдача отпечатков пальцев) всего мужского населения Республики Беларусь возрастом от 18 до 55 лет в 2009 году в районных отделах внутренних дел по месту жительства. Данная процедура была устроена после взрыва во время празднования Дня Независимости 3 июля 2008 года. За отказ сдачи отпечатков сотрудники МВД доставляли людей принудительно, угрожали уголовной ответственностью. При этом в МВД обещали, что после того как виновные в теракте будут найдены, все лишние отпечатки будут уничтожены. Однако до сих пор нет уверенности в том, что это было сделано и что отпечатки пальцев случайных людей до сих пор хранятся в созданной базе данных и не могут быть использованы сотрудниками МВД или КГБ для фальсификации дел для повышения отчёта по раскрываемости преступлений или преследования общественных активистов и инакомыслия[35].
- угроза административного преследования, (штраф от 2 до 4 базовых величин или 15 суток административного ареста), за отказ уплаты так «называемого налога на тунеядство» или «налога на бедность», сбора определённого Декретом № 3 в 2016 году. Этот сбор, сумма которого составляла 360 белорусских рублей (примерно 200 долларов США) были вынуждены оплатить лица, в том числе попавшие в тяжелую жизненную ситуацию, многие оплачивали его из собственных последних сбережений, фактически оставаясь таким образом без средств к существованию. Несколько человек после получения извещения по оплате этого сбора покончили жизнь самоубийством. И хотя в 2017 году действие Декрета № 3 временно прекращено и официально власти обещали вернуть ранее уплаченные лицами деньги, но многие граждане так и не смогли получить их обратно из-за условий и ограничений поставленных властями[36].
- намёк на физическую расправу в отношении граждан выступающих против власти, озвученная Лукашенко 4 июня 2020 года на совещании по кадровым вопросам: «Забыли, как бывший президент Каримов в Андижане подавил путч, расстреляв тысячи человек. Все осуждали его, а когда умер — на коленях стояли, рыдали-плакали. Мы этого не пережили, поэтому мы этого понимать не хотим — некоторые. Ну так мы напомним, — пообещал президент»[37].

Имеют место публичные речи официальных представителей власти, унижающие и оскорбляющие граждан по национальному и религиозному признакам:
- В 2007 году президент Лукашенко на пресс-конференции для российских региональных журналистов высказался о городе Бобруйске и его прошлом: «Если вы были в Бобруйске, вы видели, в каком состоянии город. В него страшно было зайти! Свинушник был! Это в основном был еврейский город. Ну вы знаете, как евреи относятся к месту, где они живут. Посмотрите в Израиле».[38]
- В 2012 году после национализации кондитерских фабрик «Коммунарка» и «Спартак» президентом Лукашенко был подвергнут критике бизнесмен Марат Новиков. Лукашенко в частности сказал: «Бывший бухгалтер Изя Сигизмундович (или как его там), изменив фамилию на Новиков, уехал в Америку и установил контроль над белорусскими предприятиями, скупив за бутылку водки акции кондитерских фабрик»[38].
- В 2015 году президент Лукашенко озвучил странную фразу в речи об основателе и владельце информационного портала «TUT.BY» Юрии Анатольевиче Зиссере за критические высказывания того о власти — «Взять всех евреев под контроль»[38].
- В 2015 году президент Лукашенко, обсуждая вопросы демографии в Беларуси, подверг критике римско-католических священников за даваемый ими обет безбрачия: «Я часто критикую непублично наших священнослужителей, особенно высокого уровня. Ну так за семью ратуют и агитируют! Когда я спрашиваю: ваше святейшество, ваше высокопревосходительство, сколько детей у вас? Няма. Ну так что вы агитируете? Для того чтобы ратовать, надо самим иметь детей. Что за дремучесть? Священник большого уровня не должен иметь детей? Ну что это такое? Уверен, что втихую где-то что-то косячат. Я не то что уверен, я знаю это. Это нормально. Дети должны быть, чтобы быть человеком. Без детей — не человек. Бывает, человек болен. У нас в детских домах ещё не всех разобрали»[39].
- В Беларуси уничтожаются или оскверняются еврейские кладбища и захоронения жертв политических репрессий 1920—1950-х годов. В частности в Гомеле в 2017 году, для строительства жилищного комплекса «Парус», было уничтожено старое еврейское кладбище находившееся на пересечении улиц Сожской и Волотовской и закрытое ещё в 1885 году. При этом в официальных государственных СМИ был опубликован ряд «заказных» статей, о якобы «поднимаем скандале, вокруг „пустого места“[40]. В апреле 2019 года по приказу Лукашенко, с целью якобы „наведения порядка и благоустройства“ урочища Куропаты, (места массовых расстрелов производимых НКВД БССР), были снесены десятки крестов[41].
- В октябре 2018 года государственный секретарь Совета Безопасности Республики Беларусь Станислав Зась, в интервью изданию администрации президента „Советская Беларусь“, в типичном духе Сталинского времени напомнил, об угрозе со стороны космополитизма навязываемого некими силами: „Одним из способов, (размывания национального патриотизма), является внедрение в сознание людей космополитизма, который предполагает отказ от патриотизма и национальных ценностей своей страны. Взамен предлагаются аналогичные чувства к миру, планете, всему человечеству. Навязываются новые моральные и жизненные образцы — через изменение образовательных стандартов, распространение продукции массовой культуры, рекламу. Все это изменяет нормы и ценности общества, разрушает символический капитал наций. На это нацеливается политика центров силы, культурная и образовательная экспансия, деятельность СМИ, киноиндустрия, шоу-бизнес.“[42]

Существуют и нарушения прав ребёнка, в том числе и в учебных заведениях, факты рукоприкладства со стороны педагогов, в также угрозы физической расправы со стороны официальных лиц:
- 19 сентября 2019 года президент Лукашенко высказался на счёт конфликта с рукоприкладством педагога по отношению к ученику в гомельской школе: „Поехали, устроили разборки, собрали снизу доверху начальников. Описались, что у них, видите ли, в социальных сетях разместили. А описавшись, взяли и наказали этого бедного учителя. Да я на месте этого учителя голову бы отвернул щенку какому-то.“[43] При этом педагог угрожавшая ученику физической расправой и ранее уволенная, была восстановлена на свою должность по личному распоряжению Лукашенко. Также, было приказано изымать у учащихся мобильные телефоны на время пребывания их в школе, чтобы дети не могли снимать на видео или записывать на аудио нарушения их прав в учебном заведении педагогами и администрацией. Также Лукашенко неоднократно высказывался за физические наказания для детей.
- 21 января 2020 года в гомельской гимназии № 71 вновь произошел конфликт, результате которого, педагог серьёзно повредил ухо третьекласснице[44].
- В октябре 2018 года в интернет попала аудиозапись из одной из минских гимназий, где замдиректора по воспитательной работе принуждает учащихся вступать в провластное молодёжное общественное объединение БРСМ[45].

Также Лукашенко является противником принятия законопроекта о противодействии домашнему насилию:„Все это дурь, взятая прежде всего с Запада. Вы можете не переживать, и народ пусть не волнуется — мы будем исходить исключительно из собственных интересов, наших белорусских, славянских традиций и нашего жизненного опыта“:
7 марта 2019 года в интервью белорусскому телеканалу ОНТ пресс-секретарь президента Беларуси Наталья Эйсмонт фактически подтвердила наличие в Беларуси государственной власти в виде диктатуры и дала этому положительную оценку: „Мы видим, что происходит вокруг — хаос, порой беспорядок. Я, может, какую-то парадоксальную вещь скажу, неожиданную, но иногда мне кажется, что не сегодня так завтра, но послезавтра точно в мире может возникнуть запрос на диктатуру. Потому что за диктатурой в нашем сегодняшнем понимании в первую очередь мы видим, на мой взгляд, порядок, дисциплину и абсолютно нормальную и спокойную жизнь“. „Ну что говорить, мне кажется, мы уже так часто произносим это слово, что диктатура — это уже наш бренд“
Со стороны представителей белорусской власти происходят неоднократные публичные оскорбления в адрес белорусского народа, а также оскорбления памяти жертв коронавирусной пандемии:
- 28 сентября 2013 года президент Лукашенко отвечая на вопросы белорусских журналистов касаемо девальвации белорусского рубля сказал: …но в последние месяцы, я смотрю, наш народец побежал в обменные пункты. Ну, бегите, бегите!»[48]
- 31 марта 2020 года в Витебске скончался заслуженный артист Беларуси Виктор Дашкевич. Ранее взятый у него тест на коронавирус дал положительный результат. Это был первый умерший пациент в Беларуси, у которого выявили Covid-19. «Мы подозреваем, что в Витебске этот актёр умер, и у него также был к пневмонии и прочему ещё и этот вирус. Но мы же просили… Ему завтра 80 лет будет. Чего ты ходишь по этой улице, тем более работаешь?» — прокомментировал ситуацию Александр Лукашенко[49].
- 2 апреля 2020 года скончался 70-летний Владимир Сидоров. На его смерть Лукашенко отреагировал: «305 человек по всей стране — это мизер! Слава тебе, Господи, что столько. Дай бог, чтоб и дальше было. В чём речь — шестнадцати только вентилируют легкие, поддерживают их, и то они не проблемные. В это время шумиху подняли по поводу четырёх умерших, одного проверяем, у троих якобы подтвержден коронавирус. Шерстнев [губернатор Витебской области] вчера мне доложил, последний случай у него был. Спрашиваю, ну почему этот у тебя умер? А он говорит: „Александр Григорьевич, а как можно жить со 135 килограммами веса?“ Сердце почти не работает, это не работает, это болит, то болит, букет болезней. И вирус атакует слабых, у которых нет иммунитета, ну и ему за 70 лет было».[50]

Существенной является цензура и преследования деятелей культуры и искусства, а также зарубежных средств массовой информации со стороны государства. По некоторым данным, существуют неофициальные «черные списки» Министерства культуры и прочих государственных ведомств отвечающих за культуру и массовые зрелища.
- В 2010-2015 годах по различным надуманным причинам в Беларуси запрещали концерты таких известных групп как N.R.M., «Нейро Дюбель» «Ляпис Трубецкой», «Би2» и пр. В эфире радиостанций было запрещено пускать композиции этих групп, а также некоторых зарубежных, выразивших поддержку демократическим силам в Беларуси, в том числе после событий декабря 2010 года[51].
- В Беларуси существует неофициальное и не признаваемое властями процесс по замалчиванию имен известных белорусских писателей и поэтов неоднократно высказывавших критику по отношению к режиму Лукашенко, в частности, таких известных деятелей, получивших мировую известность и награды, как писатель Василь Быков и писательница и лауреат Нобелевской премии по литературе Светлана Алексиевич. После смерти Быкова представителями белорусской творческой интеллигенции неоднократно поднимался вопрос о переименовании одной из улиц Минска в честь народного писателя. Однако, по надуманным предлогам эта инициатива регулярно отклоняется властями.
- Власти преследуют зарубежные средства массовой информации и их представителей, которые по мнению властей «неправильно и деструктивно освещают основные события в стране», не дают или не продляют им аккредитации. Происходят задержания журналистов, фальсифицируются административные дела, иностранные журналисты выдворяются из страны с дальнейшим запретом на въезд.
- Независимый «Белорусский свободный театр» основанный в 2005 году в Минске, неоднократно преследовался по политическим мотивам белорусскими властями. В 2011 году в связи с невозможностью его дальнейшей деятельности в Беларуси его организаторы вынуждены были просить политическое убежище в Великобритании.

Имеются сообщения о различных нарушениях прав человека со стороны правоохранительных органов страны, в том числе пытки задержанных и заключенных. Комитет против пыток управления ООН по правам человека выпустил уже 5 обзоров по Беларуси. Эксперты в частности поднимали вопрос о создании независимой системы наблюдения за местами задержания, отметив, что текущая система не кажется эффективной против пыток и жестокого обращения в местах содержания, в том числе внутри полицейских участков.

## Смертная казнь
За 2016 год в Беларуси казнены 4 человека, ещё 4 человека были приговорены к смертной казни. Комитет по правам человека ООН расценивает как неправомерное применение Беларусью смертной казни к лицам, чьи жалобы находились на рассмотрении Комитета; такие случаи отмечались в 2010, 2011 и 2012 гг.. Беларусь остается последней страной Европы, в которой смертные приговоры (только за убийство) выносятся и приводятся в исполнение. Однако в стране существует тенденция к постепенному сокращению как количества вынесенных смертных приговоров, так и числа казненных. Если в 1990—1998 годах в Беларуси ежегодно к расстрелу приговаривали несколько десятков человек, то в 2010-е годы не более 5 лиц в год. Критику международного сообщества вызывает тот факт, что белорусские власти не выдают родственникам тела казненных для погребения.

## Свобода слова
Большинство СМИ Беларуси принадлежит государству и фактически подвергается цензуре (она формально запрещена, но существует на практике). Немногочисленные оппозиционные СМИ находятся в трудном положении. За 2016 год Министерство информации Беларуси вынесло 16 письменных предупреждений СМИ и информационным ресурсам. Время от времени белорусские власти арестовывают и осуждают журналистов за их профессиональную деятельность. В 2000-х и 2010-х годах имели место случаи отчисления студентов из вузов за их выступления, отключения вещания телеканалов (в том числе иностранных). В международных рейтингах свободы СМИ Беларусь стабильно занимает одно из последних мест. По состоянию на 2010 год на территории Беларуси запрещено распространение более 100 фильмов. Иногда (в том числе в период выборов) блокируются оппозиционные интернет-ресурсы.
Статья 369-1, предусматривающая ответственность за «дискредитацию Республики Беларусь», была добавлена в Уголовный кодекс Республики Беларусь Законом Республики Беларусь от 15.12.2005. Она предусматривает ответственность за «распространение заведомо ложных сведений о политическом, экономическом, социальном, военном или международном положении Республики Беларусь, правовом положении граждан в Республике Беларусь, деятельности государственных органов, дискредитирующих Республику Беларусь». В частности, по этой статье в апреле 2022 года суд Московского района Бреста приговорил редактора Википедии из Бреста Павла Перникова к 2 годам колонии.
В апреле 2016 года в Беларуси была введена ответственность за экстремизм (сразу в уголовном и административном порядке). Нововведения установили в статье 130 Уголовного кодекса Республики Беларусь ответственность за разжигание социальной вражды и розни. Новые нормы стали применяться против журналистов. В декабре 2016 года были задержаны и взяты под стражу три гражданина республики — корреспонденты и авторы российского информационного агентства Regnum Дмитрий Алимкин, Юрий Павловец и Сергей Шиптенко, сотрудничавшие также с другими российскими информагентствами и изданиями. Им вменили «умышленные действия, направленные на возбуждение расовой, национальной, религиозной либо иной социальной вражды или розни по признаку расовой, национальной, религиозной, языковой или иной социальной принадлежности» (ч. 1 ст. 130 УК РБ), а также «незаконную предпринимательскую деятельность» (ч.1. ст. 233 УК РБ). Минский городской суд 2 февраля 2018 года приговорил их по ч.3 ст. 130 УК РБ к пяти годам лишения свободы с отсрочкой вступления приговора на три года.
По состоянию на апрель 2017 года в Беларуси законодательно установлена ответственность за незаконное изготовление и распространение продукции средства массовой информации. Эта норма применяется в отношении общественников, размещающих критические видео о деятельности государственных учреждений. Например, жительница Орши получила штраф за это деяние в размере 460 деноминированных белорусских рублей — она разместила в социальной сети видео из приюта для бродячих животных об условиях содержания там питомцев несмотря на протесты сотрудников учреждения.
Преследованиям и репрессиям подвергаются также и белорусские блогеры освещающие реальное положение дел в стране, как по правам человека и их нарушениям со стороны государства, так по экологической ситуации и сельскому хозяйству (строительство и ввод строй Брестского аккумуляторного завода, БелАЭС, несанкционированные промышленные свалки и сжигание мусора, гибель и падёж скота в агрохозяйствах). Административным и уголовным преследованиям со стороны силовых органов Беларуси, а также травле в государственных СМИ, неоднократно подвергались блогеры из Минска, Гомеля, Бреста, Витебска и других белорусских городов. Некоторые из них были вынуждены покинуть страну из-за их преследования.

## Политические заключенные
По данным правозащитного центра «Весна» на 20 января 2024 года, в Беларуси было 1408 политических заключенных. Большая часть из них попала под политически мотивированное уголовное преследование в связи с событиями, которые развернулись во время и после кампании по выборам президента Беларуси в 2020 году.

## Право на образование
От советского периода Беларусь сохранила бесплатное образование (до аспирантуры включительно) с предоставлением стипендий за счет бюджета. Однако выпускник вуза, обучающийся за счет бюджета, обязан 2 года отработать по распределению — то есть там, куда его направят после окончания. За отказ от такой отработки никакой административной или уголовной ответственности (по состоянию на 2016 год) не предусмотрено. Однако в случае отказа от отработки выпускник обязан возместить государству расходы, которые оно понесло на его обучение. Выпускник также может отказаться от распределения, возместив эти расходы самостоятельно.

### Плата за пользование учебниками в школе
В Беларуси создана государственная система платной аренды учебников для школы. На 2014 год порядок был таков: каждый ученик школы (любого класса) вносил плату за аренду учебников в размере 50 % их установленной государством стоимости. После окончания учебного года учебники возвращались и могли быть сданы в платную аренду следующему классу. Льготы по оплате предусматривались только для очень узкого круга лица. На 50 % снижалась арендная плата для многодетных (3 и более детей дошкольного и школьного возраста). От оплаты были освобождены только дети-сироты, дети-инвалиды, дети инвалидов 1-й и 2-й групп, а также семьи, получающие пособие на детей до 3-х лет.

## Право на государственную защиту от безработицы
Формально в Беларуси запрещен принудительный труд, а граждане республики имеют право на государственную защиту от безработицы. Для этого в стране созданы службы занятости, которые регистрируют безработных и предлагают им вакансии. Также безработные имеют право на пособие по безработице. За 2005—2015 годы резко изменилась гендерная структура зарегистрированной безработицы — среди безработных подавляющее большинство стали составлять не женщины, а мужчины. В Беларуси в 2005 году из 67,9 тыс. зарегистрированных безработных было 46,8 тыс. женщин, а в 2015 году из 43,3 тыс. безработных только 15,2 тыс. женщин. Уровень регистрируемой безработицы в Беларуси очень низок — 1 % к экономически активному населению.
Однако сохранение статуса безработного и получение пособия по безработице обусловлено рядом законодательных требований, которые постепенно ужесточаются. По состоянию на 2015 год получение пособия по безработицы было обусловлено целым рядом ограничений:
- Узкий круг получателей. Не имели право на пособие лица, уволенные за виновные действия, а также уволившиеся по собственному желанию или по соглашению сторон;
- Небольшой размер пособия, которое составляло 1 — 2 базовые величины. Пособие увеличивалось на 10 — 20 % если у безработного есть дети до 14 лет или ребёнок-инвалид;
- Уменьшение пособия по безработице на сумму получаемой безработным пенсии или иного пособия (за исключением пособия на ребёнка);
- Обязанность безработного предоставить декларацию о доходах;
- Небольшой срок, на который назначалось пособие — не более 26 календарных недель (полгода) в течение 12 месяцев (одного года). Лишь в случае наличия у безработного определённого стажа срок выплаты продлялся.

Поскольку на 1 июля 2016 года 1 базовая величина составляла в Беларуси 21 деноминированный белорусский рубль (около 10 долларов США по курсу на 1 июля 2016 года), то размер пособия по безработице составлял от 10 до 20 долларов в месяц.
Даже столь жесткие условия назначения пособий не помешали в 2014—2015 годах зарегистрированной безработице почти удвоиться. В 2014 году в Беларуси было 24,2 тыс. зарегистрированных безработных, а в 2015 году уже 43,3 тыс.. Возможно поэтому вступающие в силу 23 октября 2016 года поправки в закон о занятости населения вводят дополнительно следующие ограничения, сокращающие число граждан, которых могут зарегистрировать в качестве безработных:
- Максимальный период пребывания на учёте в качестве безработного сокращен с 36 месяцев до 18 месяцев;
- Лица, снятые с учёта службой занятости за длительную (более 2 месяцев) неявку в службу занятости, не могут быть повторно зарегистрированы в качестве безработных в течение 12 месяцев с момента снятия с учёта;
- Лица, снятые с учёта службой занятости за попытку или получение пособия по безработице обманным путем могут быть повторно зарегистрированы в качестве безработных лишь по истечении 12 месяцев с момента снятия с учёта и только, если они возместили причиненный службе занятости ущерб.

Вместе с тем белорусское законодательство с 23 октября 2016 года предусматривает ряд мер, которые мешают нанимателю скрывать сведения о свободных вакансиях от безработных. В частности, нанимателя обязали сообщать государственному органу о сокращении штата предприятия за два месяца до этого сокращения. О появившейся вакансии наниматель должен письменно сообщить в службу занятости в течение 5 дней с момента её появления. За несообщение предусмотрена административная ответственность. В случае, если вакансия занята, наниматель также должен сообщить об этом в службу занятости, куда её подал.

## Надзор за приезжающими в Беларусь иностранцами
В 2016 году законодательно установлено, что гостиницы, отели и иные места временного проживания обязаны предоставлять в милицию сведения о прибывшем иностранце в течение 3 часов с момента его заселения. Эта норма вступает в силу 1 октября 2017 года.
Въезжающих в страну лиц белорусские спецслужбы тщательно проверяют на наличие запрещённых предметов. Наказуема даже шутка иностранца о том, что он везёт запрещённый груз. Например, в июле 2016 года была задержана с предъявлением обвинения в уголовном преступлении по статье 340 Уголовного кодекса Беларуси «Заведомо ложное сообщение об опасности» гражданка России за то, что она в шутку сообщила белорусской авиационной службе безопасности, что у неё в сумке якобы находился тротил. Хотя обвинение предъявлено по нетяжкой статье (максимальное наказание — 5 лет лишения свободы), российская гражданка была помещена до суда в СИЗО Минска и лишь после того, как она провела там некоторое время, её отпустили под залог.

## Борьба с дискриминацией
В 2014 году в Трудовой кодекс Республики Беларусь внесён запрет на дискриминацию в сфере занятости по признаку пола, места жительства и иным основаниям, но никакой компенсации морального вреда за это не предусмотрено.

## Борьба с тунеядством (социальным иждивенчеством) в Беларуси
2 апреля 2015 года президентом Беларуси А. Г. Лукашенко был подписан Декрет № 3 «О предупреждении социального иждивенчества», согласно которому установлена обязанность граждан Беларуси, постоянно проживающих в республике иностранных граждан и лиц без гражданства, не участвовавших в финансировании государственных расходов или участвовавших в таком финансировании менее 183 календарных дней в истекшем году, по уплате сбора в размере 20 базовых величин. В мае парламент страны этот декрет одобрил.
О количестве жителей Беларуси, которые должны уплатить этот сбор и размерах поступлений от него в бюджет можно судить лишь приблизительно по следующим цифрам: на конец декабря 2016 года были направлены извещения 252 тысячам лиц, а общая сумма сбора составила 4,9 млн деноминированных белорусских рублей (по курсу на конец декабря 2016 года около 2,5 млн долларов).
В январе 2017 года вступили в силу изменения в этот декрет, которые признали участвующими в финансировании государственных расходов (а стало быть не уплачивающих этот сбор) следующие категории неработающих лиц:
- Лица, состоящие в списочном составе национальной или сборной команды Беларуси по видам спорта;
- Лица, проходящие альтернативную гражданскую службу;
- Лица, к которым применяются предусмотренные белорусскими законодательными актами меры по обеспечению безопасности, не позволявшие им участвовать в финансировании государственных расходов;
- Лица, воспитывающие ребёнка в возрасте до 7 лет, если этот ребёнок (при условии достижения им возраста 3 лет) не посещает детский сад;
- Зарегистрированные безработные (либо лица, проходящие обучение по направлении службы занятости), если они не нарушают в области занятости населения;
- Лица, находящиеся в трудной жизненной ситуации, которые освобождены от уплаты сбора местными Советами депутатов либо по их поручению местными исполнительными или распорядительными органами.